# Riedenbach (Aa)

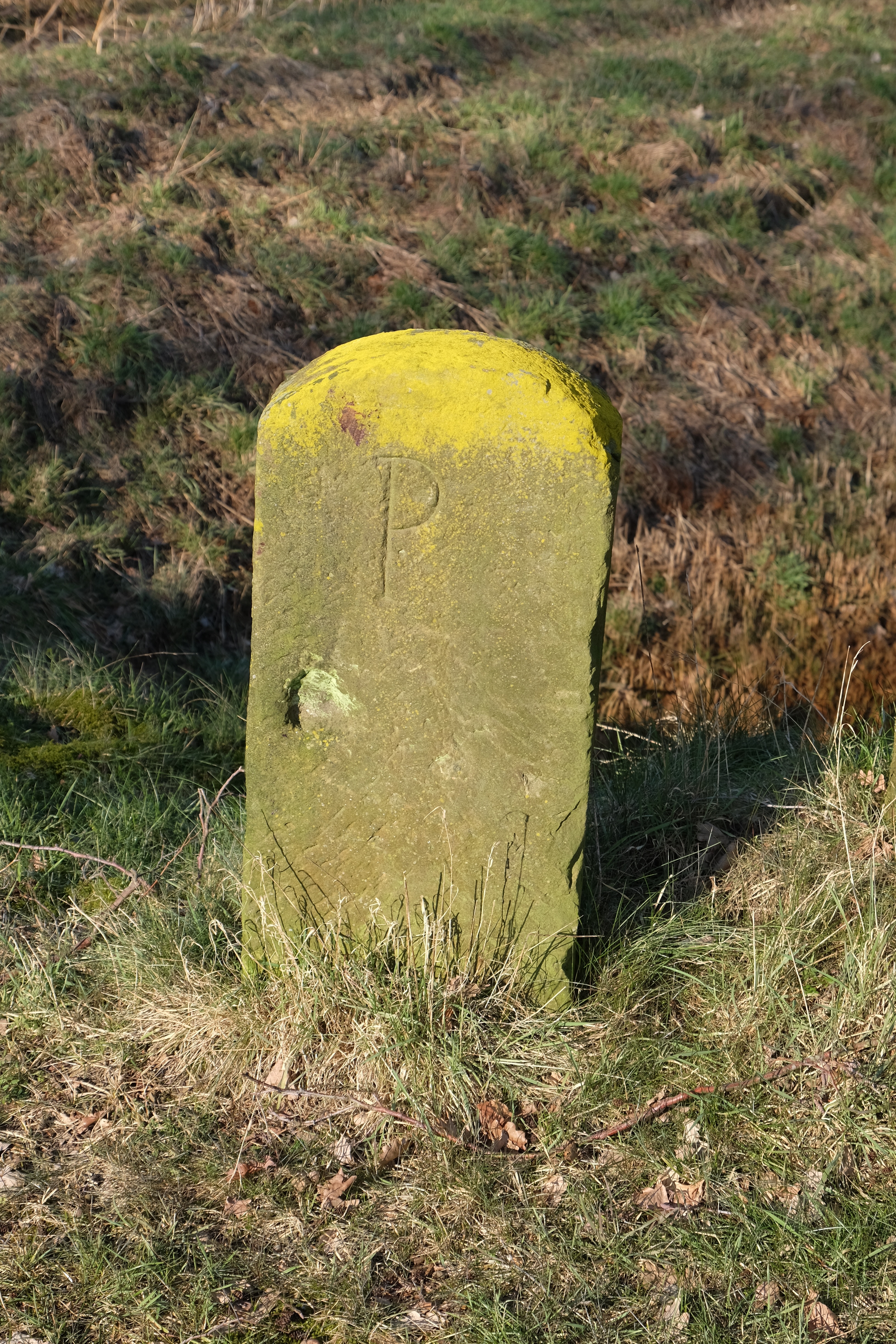
Grenzstein am Riedenbach

Der Riedenbach ist ein orografisch rechtes Nebengewässer des Eltingmühlenbaches in Nordrhein-Westfalen, Deutschland. Er hat eine Länge von 6,0 km. Er bildet in Teilen seines Verlaufes die Landesgrenze zwischen Niedersachsen und Nordrhein-Westfalen, des Weiteren ist er auch der Grenzfluss zwischen Ostbevern und Kattenvenne.

## Verlauf
Der Riedenbach entspringt in der Meckelweger Mark östlich der Ortschaft Kattenvenne und fließt in südwestliche Richtung ab. Zwischen Kattenvenne und dem zu Glandorf gehörenden Ortsteil Schwege bildet der Riedenbach auf einem rund anderthalb Kilometer langen Teilstück die Grenze zwischen den Kreisen Steinfurt und Osnabrück (52° 4′ 59,8″ N, 7° 53′ 5,7″ O) und somit auch die Landesgrenze zwischen Nordrhein-Westfalen und Niedersachsen. Aus diesem Grund wird das Gewässer in diesem Bereich auch als Grenzbach bezeichnet.
Im weiteren Verlauf führt der Bach südlich an den Naturschutzgebieten Heckenlandschaft Kattenvenne und Lilienvenn vorbei. Dort nimmt er seinen einzigen Zufluss auf, ein ebenfalls 6,0 km langes, rechtsseitig zulaufendes namenloses Gewässer.
Nachdem der Riedenbach die Gemarkung von Ostbevern erreicht hat, mündet er schließlich rechtsseitig in die Aa.